# Radew
Radew (niem. Radüe) – rzeka w północno-zachodniej Polsce, prawobrzeżny dopływ Parsęty (w górnym biegu Debrzyca). Płynie przez Pojezierze Pomorskie i Pobrzeże Koszalińskie (w województwie zachodniopomorskim). 
Długość rzeki – 83 km, powierzchnia dorzecza – 1091,5 km².

## Przebieg
Jej źródła znajdują się niedaleko wsi Żydowo, na południe od Drzewian, na Pojezierzu Bytowskim (ok. 8 km na wschód od Bobolic). Przepływa przez jezioro Kwiecko, z którego wypływa już jako Radew.
Początkowo płynie w wąskiej dolinie wśród lasów; przepływa przez kilka jezior (m.in. przez sztuczne jeziora Hajka i Jezioro Rosnowskie), dalej Kanałem Rosnowskim. Przed ujściem skręca szerokim łukiem na północ. Dolina rzeczna jest tu znacznie szersza, na jej dnie widoczne są stare zakola. Ujście rzeki znajduje się w Karlinie.
Miejscowości, przez które przepływa Radew: Żabiniec, Bobrowo, Mostowo, Rosnowo, Niedalino, Wronie Gniazdo, Białogórzyno, Nosowo, Parsowo, Karlino.

## Zlewnia
Lewe dopływy:
- Chociel
- Bielica
- Chotla

Prawe dopływy:
- Czarna

## Ochrona przyrody
Dolina rzeki została objęta obszarem chronionego krajobrazu „Dolina Radwi” oraz obszarem sieci Natura 2000 – Dolina Radwi, Chocieli i Chotli.

## Zagospodarowanie
W Rosnowie na Radwi (44,7 km) zlokalizowana jest mała elektrownia wodna o łącznej mocy 3300 kW.
W Niedalinie (36,0 km) zlokalizowana jest mała elektrownia wodna o łącznej nominalnej mocy zainstalowanej 1100 kW.
W Karlinie (0,53 km) bezpośrednio poniżej mostu drogi Karlino-Białogard znajduje się stały próg, za pomocą którego wody Radwi kierowane są na kanał energetyczny i na małą elektrownię wodną o mocy 155 kW. Dalej wody odpływają do rzeki Parsęty. Przy turbinowni tej elektrowni wykonano przepławkę dla ryb.

## Historia
Na polskiej mapie wojskowej z 1937 r. podano polski egzonim Radwa na oznaczenie rzeki. 
Nazwę Radew wprowadzono urzędowo w 1948 roku, zastępując poprzednią niemiecką nazwę rzeki – Radüe.

## Szlak kajakowy
Radew stanowi szlak kajakowy na odcinku Żydowo – Karlino (około 50 km). Szlak prowadzi głównie przez tereny zalesione i jest stosunkowo trudny: w górnym i środkowym biegu występują głazy i szypoty. Na brzegach zalewów zlokalizowano pola biwakowe i kąpieliska. Przy elektrowniach wodnych zachodzi konieczność przenosek.